# The Cloisters
The Cloisters (« Les Cloîtres » en français) est un musée américain, situé dans le quartier de Washington Heights au nord de l'île de Manhattan à New York. Il regroupe quatre cloîtres médiévaux européens et des collections d'objets médiévaux. Il est l'un des départements du Metropolitan Museum of Art.

## Présentation
Le musée se situe au bord de l'Hudson, à l'extrémité septentrionale de Manhattan. Il s'agit d'une énorme bâtisse en forme d'abbaye de style néo-romano-gothique, entourée de jardins de 1,6 hectare. Le bâtiment du musée a été conçu par l'architecte Charles Collens, sur un site d'une colline escarpée, avec des niveaux supérieurs et inférieurs. Il contient des jardins médiévaux et une série de chapelles et de galeries thématiques, notamment les salles romane, de Fuentidueña, de la Licorne, espagnole et gothique.
La conception, la disposition et l'ambiance du bâtiment sont destinées à évoquer un sens de la vie monastique européenne médiévale. Au sud, se trouve le Fort Tryon. Les collections sont présentées dans l'ordre chronologique : d'abord l'art roman puis l'art gothique et enfin le début du XVIe siècle.

## Histoire

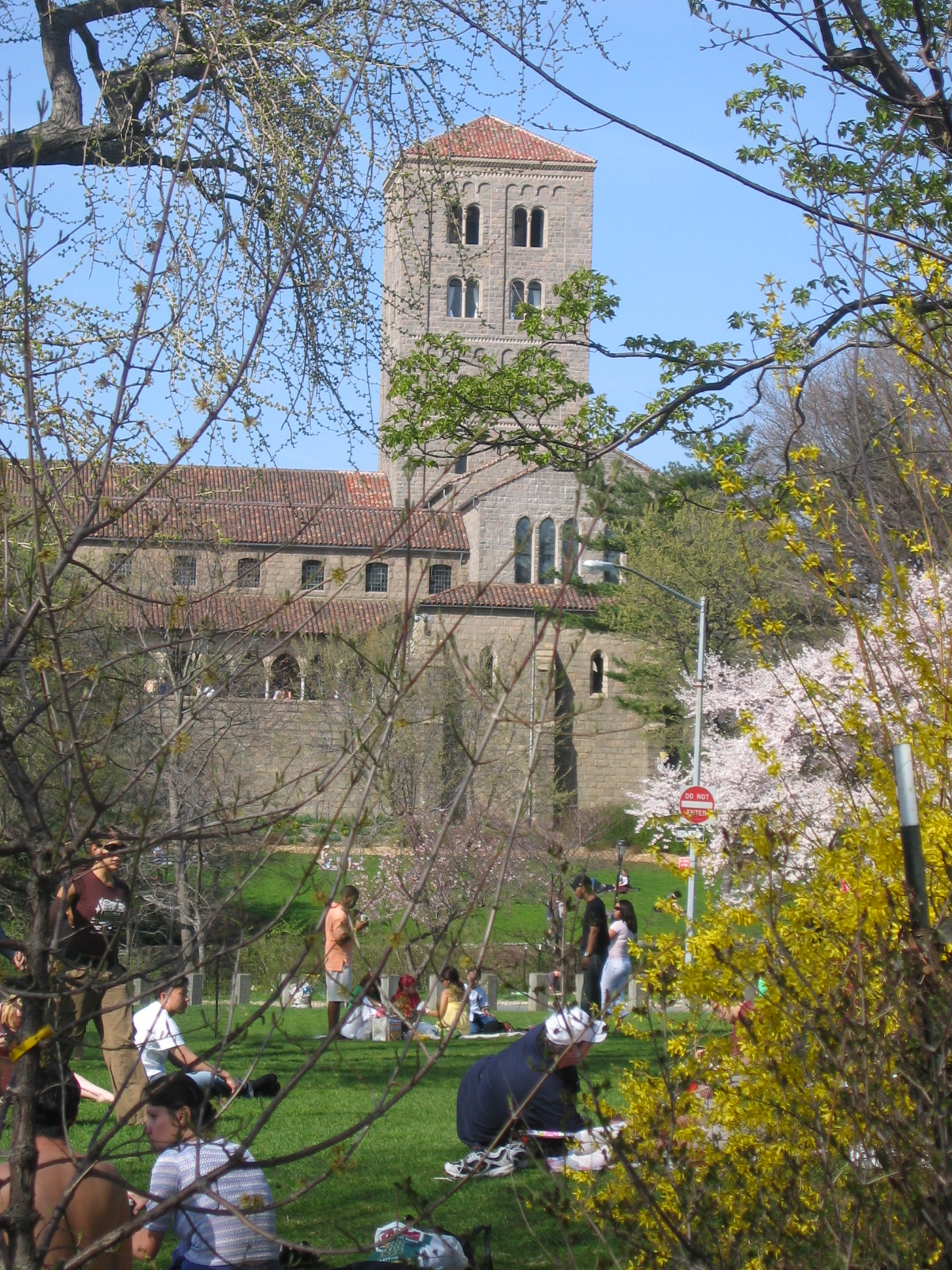
The Cloisters, à New York.

The Cloisters est le nom donné au musée qui abrite principalement cinq cloîtres médiévaux français (d'où son nom). Ils proviennent principalement d’abbayes situées dans le sud de la France, à savoir : l'abbaye Saint-Michel de Cuxa dans le département français des Pyrénées-Orientales, l'abbaye de Saint-Guilhem-le-Désert dans le Languedoc, l'abbaye de Bonnefont-en-Comminges, l'abbaye de Trie-sur-Baïse en Bigorre, à l'exception du cloître du prieuré de Froville situé en Lorraine dans le nord-est. On y trouve également l'abside de la chapelle de Fuentidueña dans la province de Ségovie en Espagne. Ces différents éléments architecturaux ont été incorporés à l’édifice néo-romano-gothique construit à cet effet pour les accueillir, afin de constituer un ensemble d'espaces, de salles, de galeries et de jardins qui offrent un cadre harmonieux et évocateur dans lequel les visiteurs peuvent découvrir la riche tradition de la production artistique médiévale de l'Europe.
Une grande partie des sculptures des Cloisters a été acquise par George Grey Barnard, sculpteur américain et fervent collectionneur d'art médiéval. Barnard, qui travaille en France avant la Première Guerre mondiale, achète chez des antiquaires et des particuliers des sculptures médiévales et des fragments architecturaux provenant de monastères vendus comme biens nationaux à la Révolution et démantelés par leurs propriétaires. À son retour aux États-Unis, il présente au public sa collection dans un bâtiment en briques sur Fort Washington Avenue. C’est la première installation d'art médiéval de ce genre en Amérique.
Cette collection est achetée par John D. Rockefeller Jr. en 1925 pour la somme de 100 000 $ et forme le noyau de la collection du musée.
John D. Rockefeller Jr. en fait don au Metropolitan Museum of Art et les nouveaux bâtiments du musée sont édifiés sur le site actuel et ouverts au public en 1938. Depuis, The Cloisters possède la plus grande collection d'art médiéval du continent américain : il abrite environ 5 000 œuvres d'art et d'architecture.

## Le musée

### Les cloîtres
- Cloître de Cuxa

Il présente de beaux chapiteaux du XIIe siècle provenant de l'abbaye Saint-Michel de Cuxa, dans les Pyrénées-Orientales. Le jardin est composé d'essences médiévales et modernes.
- Cloître de Saint-Guilhem

Il est composé de divers éléments de la fin du XIIe siècle provenant du monastère de Saint-Guilhem-le-Désert, dans l'Hérault. On peut y admirer des sculptures des XIIe et XIIIe siècles venant de France et d'Italie. Les corbeaux sont originaires de Notre-Dame-de-la-Grand-Sauve (Commune de La Sauve en Gironde).
- Cloître de l'abbaye de Bonnefont

Cette reconstitution présente des chapiteaux et des éléments sculptés provenant de plusieurs cloîtres des Pyrénées, dont une partie du cloître des Cordeliers de Tarbes. Aucune pièce ne proviendrait du cloître de l'abbaye cistercienne de Bonnefont. Le jardin du cloître expose 250 espèces de plantes cultivées au Moyen Âge.
- Cloître de Trie-sur-Baïse

Il s'agit d'un cloître du XVe siècle constitué d'éléments provenant du couvent carmélite de Trie-en-Bigorre, ainsi que de l'abbaye bénédictine de Larreule et de celle de Saint-Sever-de-Rustan dans les Hautes-Pyrénées.
- Arcades du prieuré de Froville

Les arcades trilobées gothiques du XIIIe siècle furent achetées par George Blumenthal, un richissime banquier américain, en 1922. Elles furent ensuite démontées et installées dans sa propriété parisienne. En 1930, à la mort de son épouse Florence, ses biens partent pour New York et sont remontés au musée du cloître en guise d'exemple d'un style gothique trilobé très épuré.

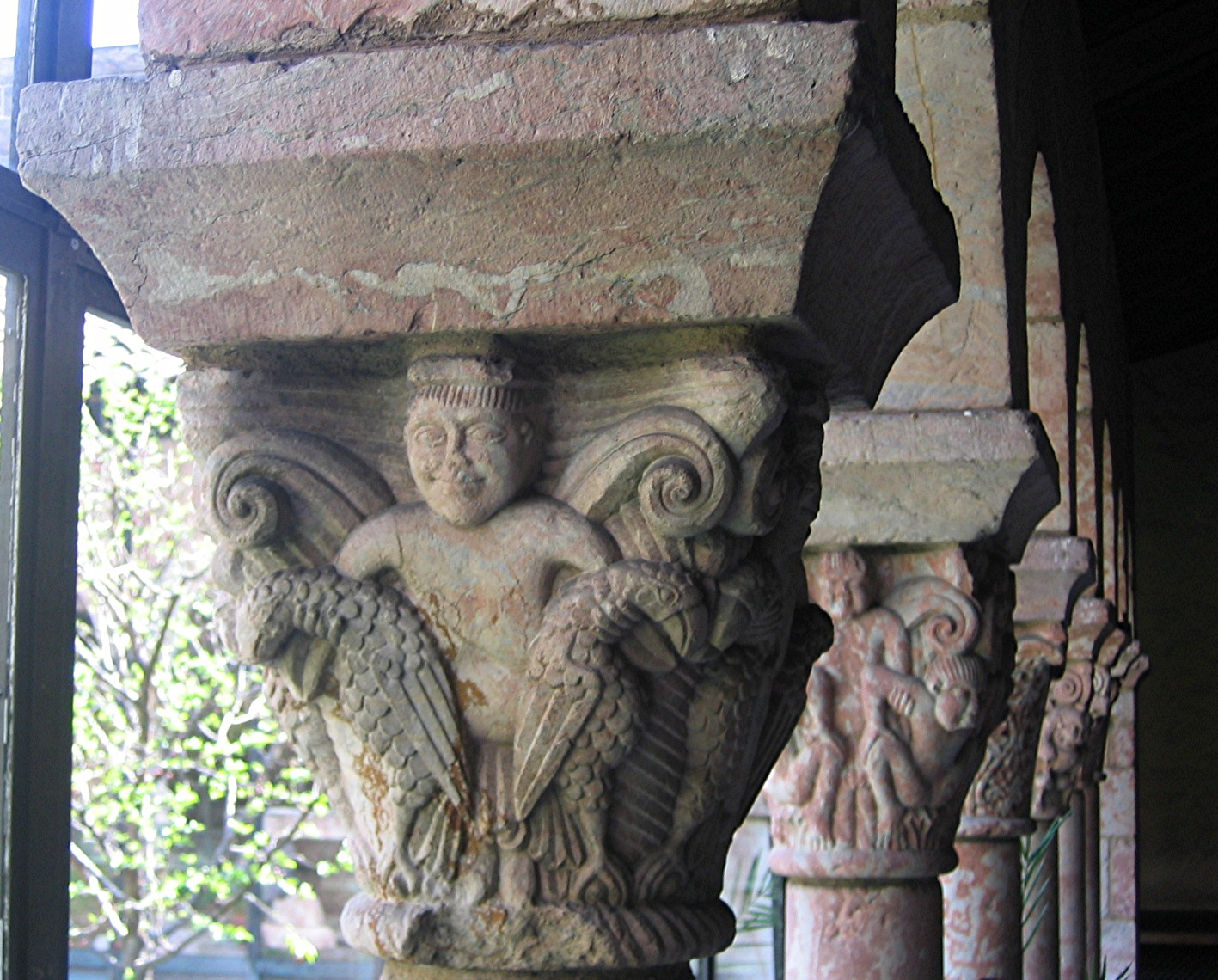
Cloître de Cuxa.
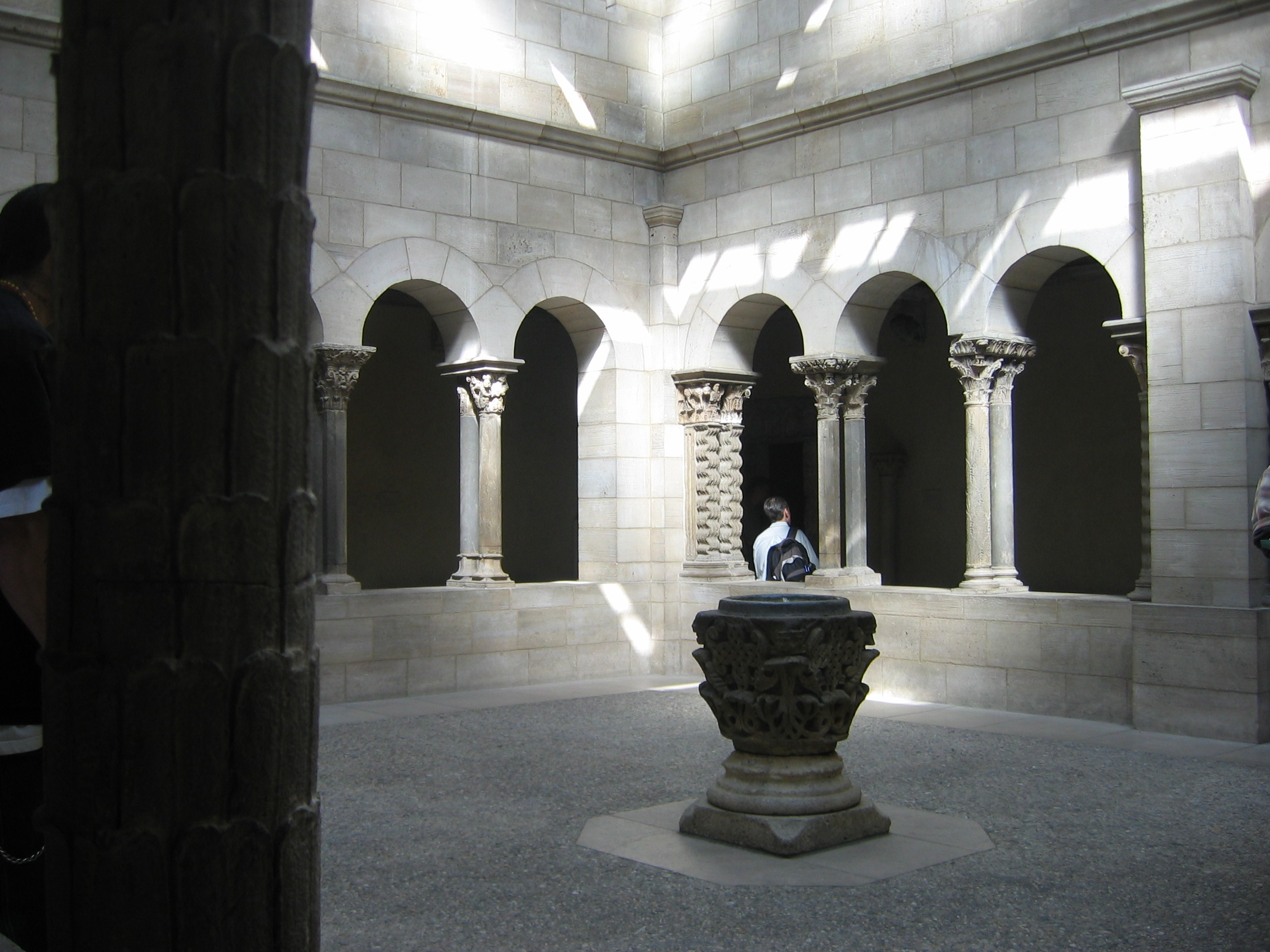
Cloître de Saint-Guilhem.
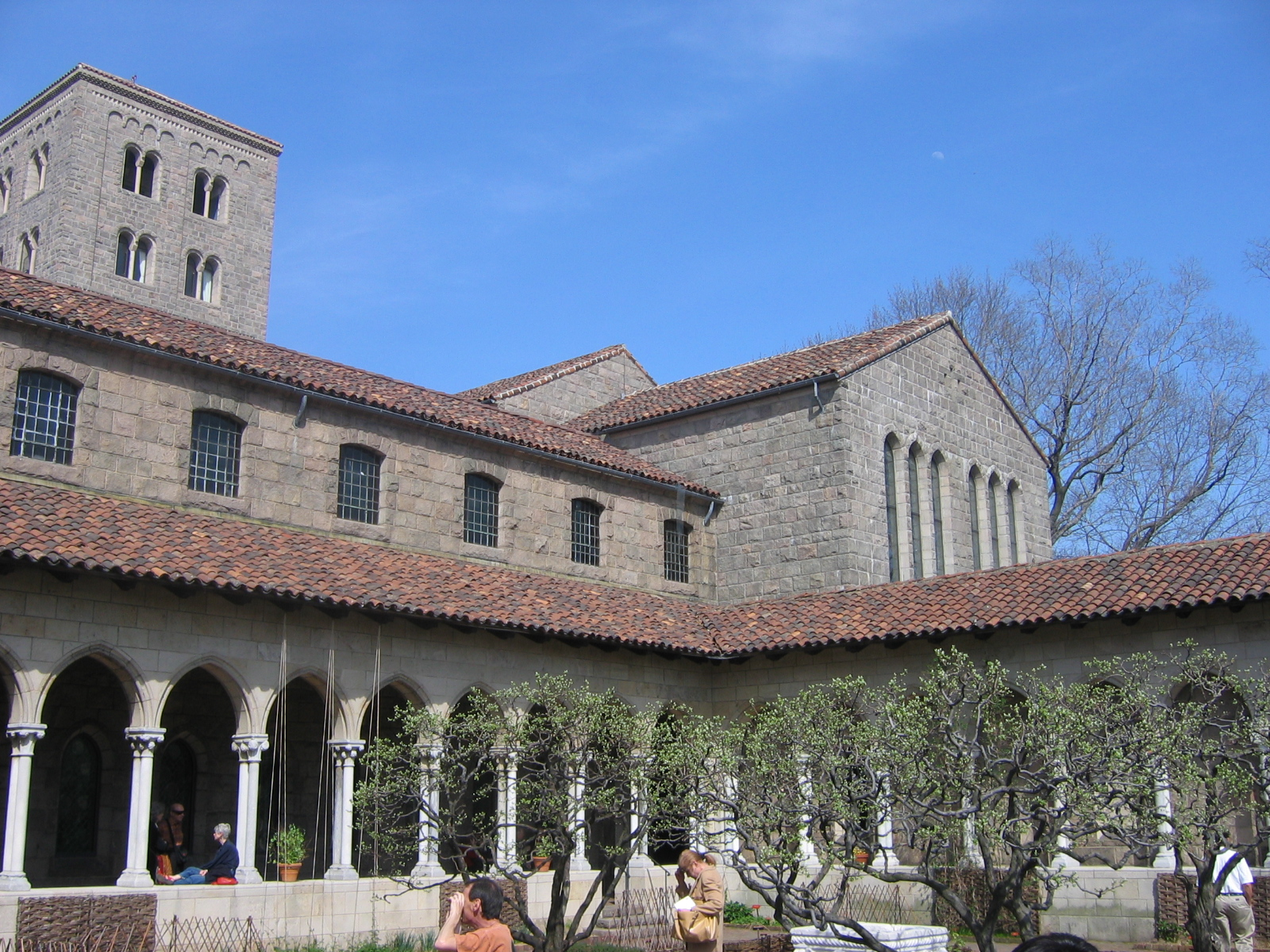
Cloître de Bonnefont.
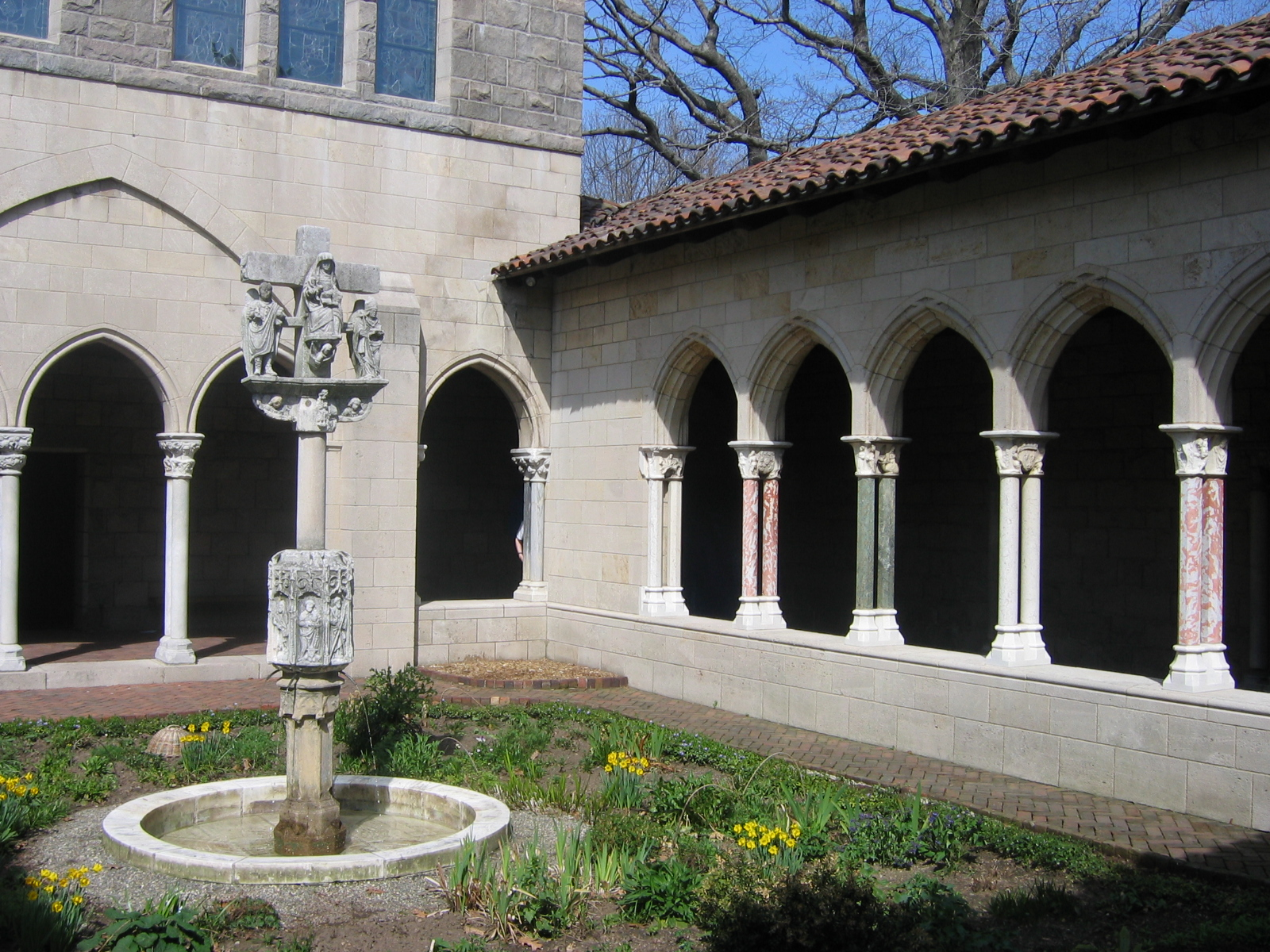
Cloître de Trie.

### Les chapelles
- Chapelle gothique

La chapelle gothique est située au rez-de-chaussée du musée et a été construite pour présenter ses vitraux et ses grandes collections de sculptures, dont des sarcophages de gisants.
- Chapelle de Fuentidueña

La chapelle de Fuentidueña est la plus grande salle du musée. Sa pièce maîtresse en est l'abside de Fuentidueña, une niche romane semi-circulaire construite entre environ 1175 et 1200 à l'église Sainte-Jeanne de Fuentidueña (province de Ségovie, Espagne).
- Chapelle de Langon

La chapelle de Langon est au rez-de-chaussée du musée. Son mur de droite a été construit vers 1126 pour la cathédrale romane Notre-Dame-du-Bourg de Digne.  

### Les salles
- Salle romane

La salle romane contient trois grandes portes d'église, l'entrée principale des visiteurs jouxtant le cloître de Guilhem.
- Salle du Trésor

La salle du Trésor a été ouverte en 1988 pour célébrer le 50e anniversaire du musée. Elle se compose en grande partie de petits objets de luxe acquis par le Met après avoir construit sa collection initiale et s'inspire largement des acquisitions de la collection de Joseph Brummer. La salle contient la collection du musée de manuscrits enluminés, le reliquaire en argent en forme de bras français du XIIIe siècle et un jeu de cartes à jouer du XVe siècle.

### Les collections
Le musée des cloîtres abrite des collections de l'époque médiévale. La collection d'œuvres d'art du musée comprend environ cinq mille pièces. Les visiteurs peuvent admirer des objets datant du XIIe au XVe siècle. Parmi les œuvres les plus remarquables se trouvent les sept tapisseries des Flandres représentant La Chasse à la licorne exécutées entre 1495 et 1505 mais aussi le retable de Mérode, exécuté par Robert Campin.
D'autres pièces sont également exposées, parmi lesquelles une croix romane appelée également Cloisters Cross ou Bury St. Edmunds Cross, acquise sous Thomas Hoving, la Croix de San Salvador de Fuentes, une croix de procession de la seconde moitié du XIe siècle en bois revêtu d'argent et de joyaux, originaire des Asturies ou le Reliquaire de Touyl du XIVe siècle en émaux peints et argent doré. The Cloisters conservent par ailleurs des manuscrits enluminés comme un manuscrit normand de l'Apocalypse, ainsi que ceux réalisés par les frères Limbourg (Les Belles Heures du duc de Berry) et par Jean Pucelle (Livre d'heures pour Jeanne d'Évreux).
Le crucifix de 1125–1150, d'origine autrichienne, est du type Christ triomphant. Les yeux grands ouverts, il apparaît vivant, symbole de la conviction qu'il a vaincu la mort .

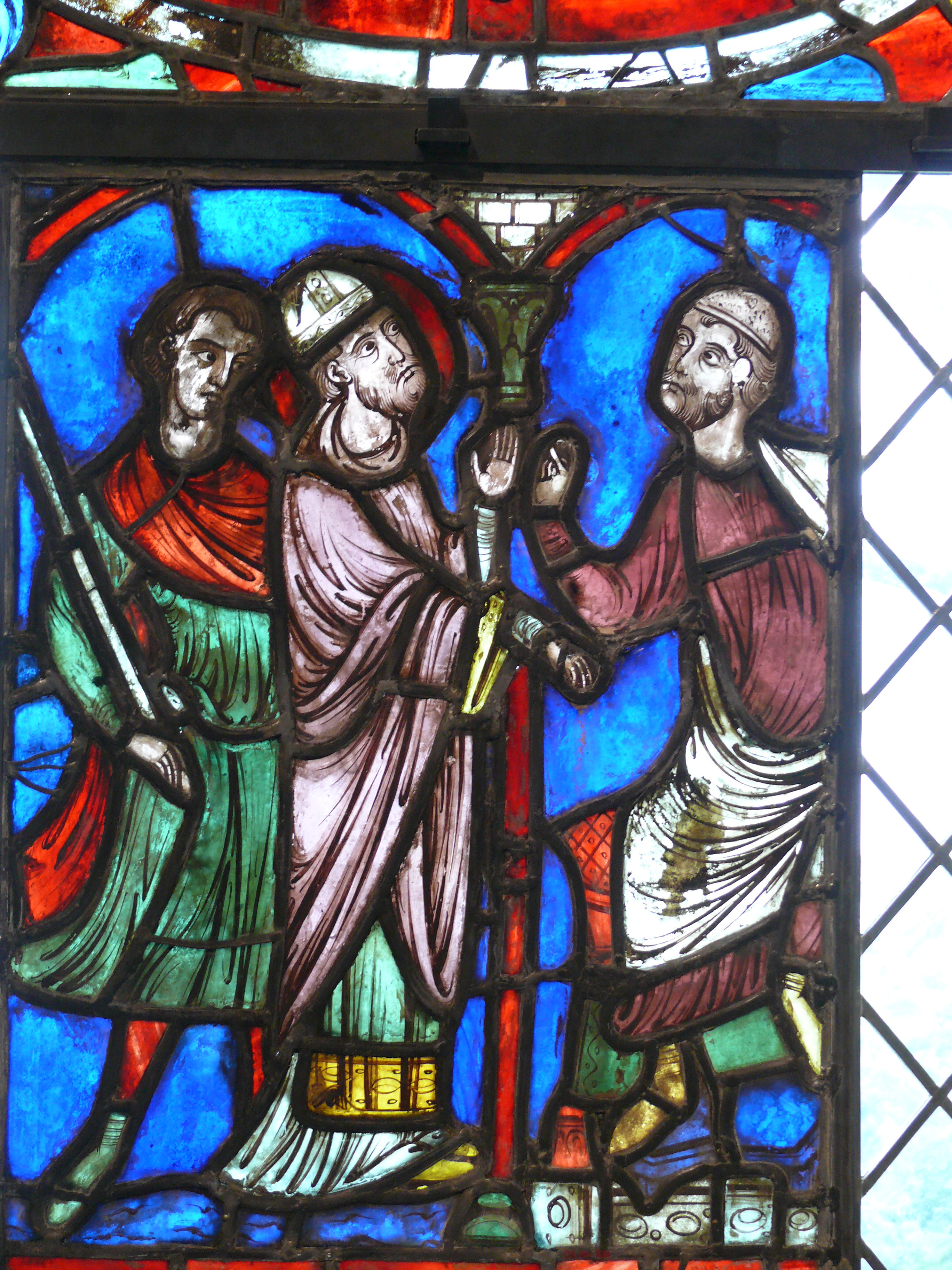
Vitrail représentant saint Nicolas, début du XIIIe siècle.
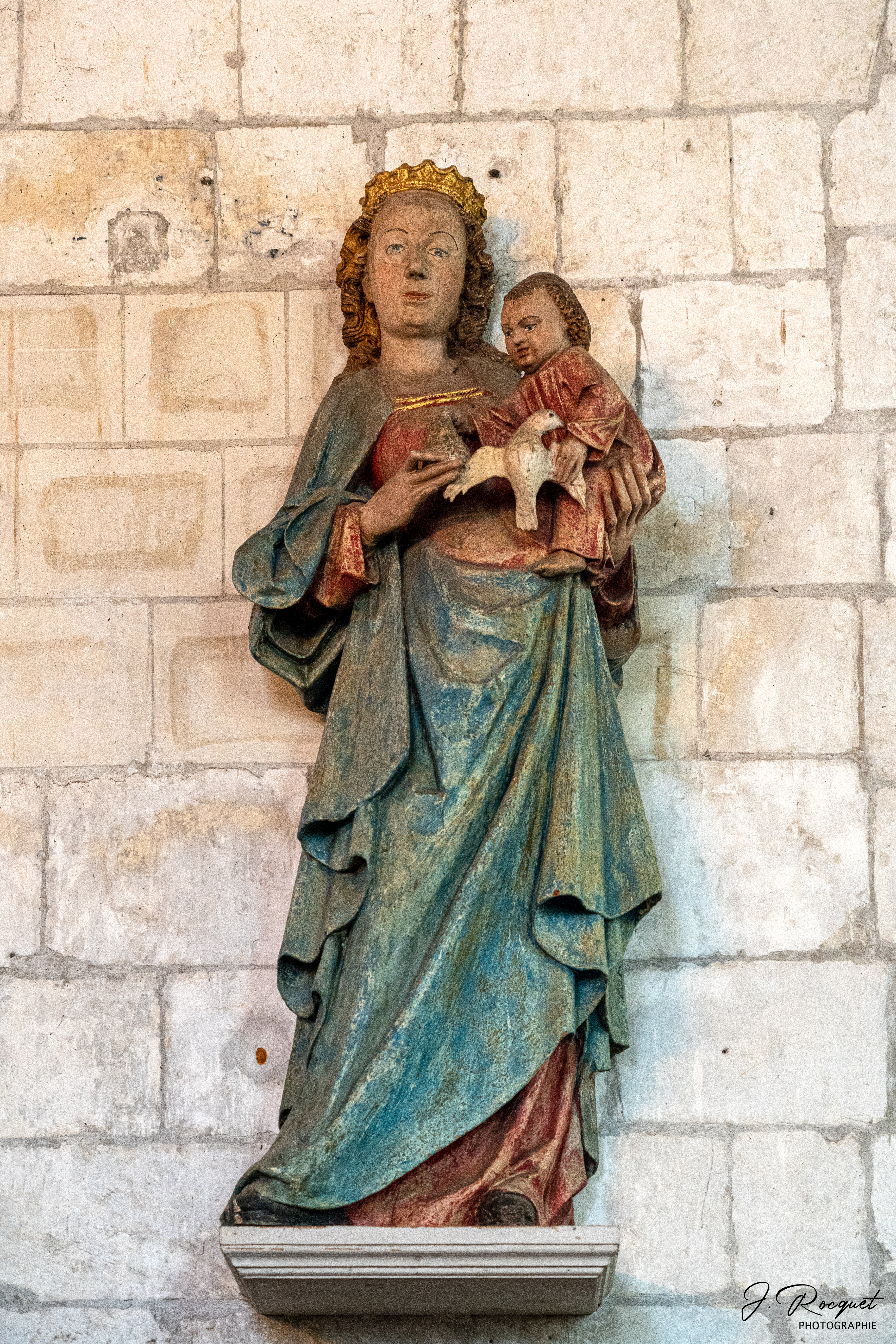
Vierge à l'enfant, statuette en marbre blanc.
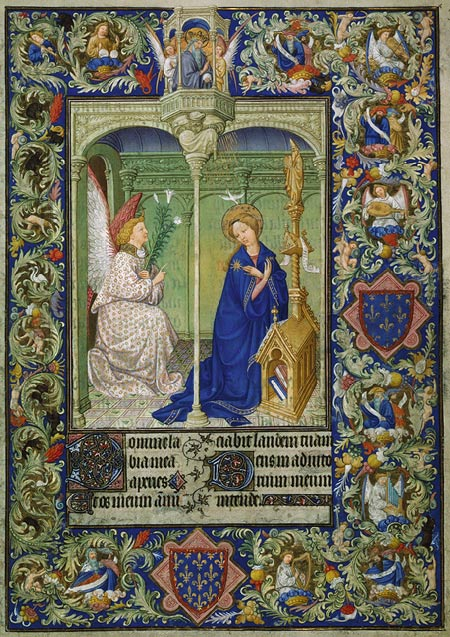
L'Annonciation, page du manuscrit des Belles Heures du duc de Berry.
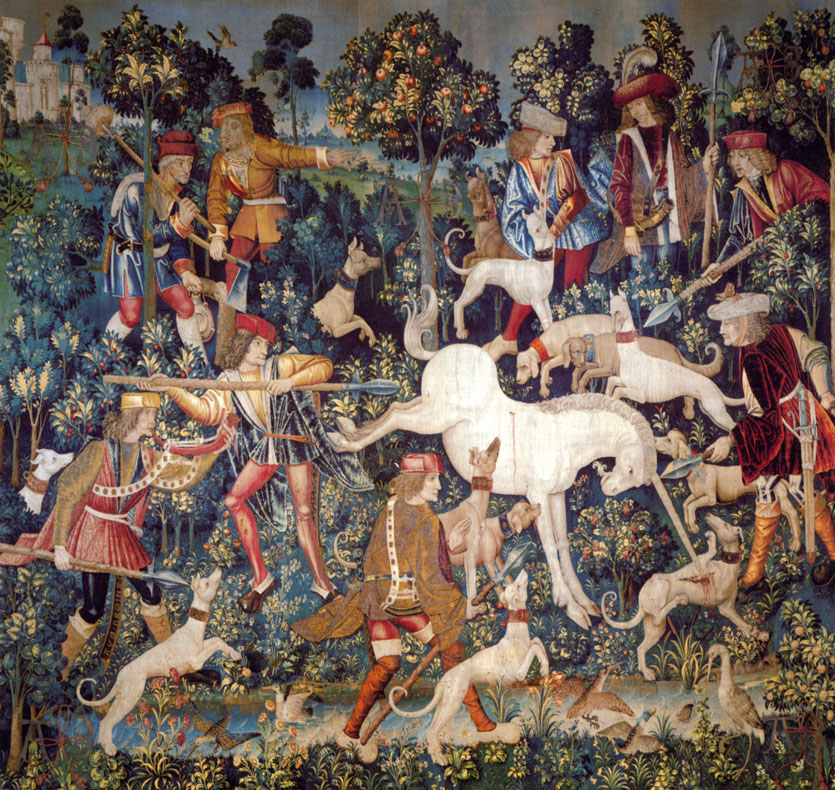
Tapisserie La Chasse à la licorne.

## Au cinéma
- Al Pacino y a tourné quelques scènes de son film Looking for Richard (1996) où les protagonistes du documentaire interprètent des extraits de la pièce Richard III de William Shakespeare.
- Dans Un shérif à New York (1968) de Don Siegel, avec Clint Eastwood, on aperçoit le site en contrebas, lors de la première scène, puis lors de la rencontre finale entre Coogan et Ringerman.
- Steven Spielberg, pour sa version de West Side Story (2021), y tourne la séquence où Tony (Ansel Elgort) et Maria (Rachel Zegler) confirment leur amour.